# فرودگاه صحرایی میدوس
فرودگاه صحرایی میدوس (به انگلیسی: Meadows Field) (به زبان بومی: Kern County Airport #1) یک فرودگاه همگانی با کد یاتا BFL است که یک باند فرود آسفالت دارد و طول باند آن ۳۳۰۹ متر است. این فرودگاه در شهر بیکرزفیلد، کالیفرنیا کشور ایالات متحده آمریکا قرار دارد و در ارتفاع ۱۵۴٫۵ متری از سطح دریا واقع شده‌است.

## شرکت‌های هواپیمایی و مقصدهای پروازی

### مسافری
| شرکت‌های هواپیمایی | مقصدهای پروازی     |
| ----------------- | ------------------ |
| امریکن ایگل       | فینکس اسکای هاربر  |
| یونایتد اکسپرس    | دنور، سانفرانسیسکو |

### باری
| شرکت‌های هواپیمایی              | مقصدهای پروازی |
| ------------------------------ | -------------- |
| Ameriflight                    | انتاریو        |
| فدکس اکسپرس اجرا توسط West Air | انتاریو        |